# Le Retour du paladin
Le Retour du paladin est une mélodie d'Augusta Holmès composée en 1892.

## Composition
Augusta Holmès compose Le Retour du paladin en 1892, sur un poème qu'elle écrit elle-même. L'œuvre, en mi mineur, est dédiée à Auguste Dubulle et est illustrée par E. Buval. Elle est publiée aux éditions Léon Grus la même année.

## Réception
En 1898, M. Vieuille chante Le Retour du paladin d'une voix « timbrée et facile ». Ce n'était pourtant pas la première fois qu'il interprétait cette mélodie puisqu'il la chante déjà en 1896. En 1898, M. Edwy chante aussi la pièce au Concert populaire, et il le chante à nouveau en 1902. En 1899, pour un concert des œuvres d'Augusta Holmès, elle est chantée par M. Chanoine d'Avranches. À la mort de la compositrice, la pièce est citée parmi les œuvres les plus connues de la compositrice. La mélodie est chantée même après la mort de la compositrice, comme en 1904 par Mme Prével.